# Ligeti
A Ligeti régi magyar családnév, amely származási helyre utalhat: Liget, Abaliget (Baranya vármegye), Rákosliget (Budapest), Szigliget (Veszprém vármegye), Hidasliget és Marosliget (Románia, korábban Temes vármegye, illetve Maros-Torda vármegye).

## Híres Ligeti nevű személyek
- Ligeti Antal (1823–1890) festőművész
- Ligeti Dániel (1989–) birkózó
- Ligeti Erika (1934–2004) szobrász- és éremművész
- Ligeti Ernő (1891–1945) erdélyi magyar író
- Ligeti György (1923–2006) zeneszerző
- Ligeti György (1969–) szociológus
- Ligeti Károly (1890–1919) forradalmár és internacionalista
- Ligeti Lajos (1902–1987) orientalista, filológus
- Ligeti Miklós (1871–1944) szobrászművész